# Найкращі співанки
«Найкращі співанки» — макси-сингл российской рок-группы «Элизиум», включающий в себя пять песен, исполненных на украинском языке. «Найкращі співанки» был выпущен 11 февраля 2011 года в честь первого концертного тура «Элизиума» по Украине, который прошёл в феврале-марте этого же года.
«Элизиум» записал макси-сингл «Найкращі співанки» (с укр. Лучшие песни) в знак любви и дружелюбия Украине, которую музыканты группы всегда почитали за её культуру, историю и архитектуру. За исключением украиноязычного вокала Александра Телехова, музыкальный ряд песен макси-сингла взят с альбома Greatest Hits. До выхода «Найкращі співанки» группа прибегала к этому языку только раз, когда Телехов частично исполнил на украинском песню «Радуга» с одноимённого концертного альбома (её полная версия включена в макси-сингл). Сам же «Найкращі співанки» является первым музыкальным релизом, исполненным и выпущенным российским исполнителем на украинском языке.

## Отзывы и критика
В это трудно поверить, но лучший украинский ска-панк — русский.
Из существующих музыкальных обзоров макси-сингла «Найкращі співанки» украинские критики наиболее оптимистично оценили работу «Элизиума». Обращая внимание на то, что на момент выпуска макси-сингла движение ска-панка (которое музыковеды приписывают творчеству «Элизиума») не достигло должного развития на самой Украине, интернет-издание Music Wall поставило российский «Элизиум» в пример начинающим украинским исполнителям. «Нетрудно представить, с какой кислой рожей воспринимают адепты шароварного патриотизма и дворовые недо-ска-панкеры такое смелое, открытое и положительное вторжение на свои исконные вотчины». Music Wall и блог Zitch’s Music Magazine положительно оценили уровень владения вокалиста Александра Телехова украинским языком, а также качество перевода текстов песен с языка оригинала. Что касается российских критиков, то автор обзора на сайте «Рокоед» назвал украинский язык практически единственным музыкальным нововведением на макси-сингле, не считая мелких аранжировок, что вряд ли повлияет на уровень популярности группы на Украине. «...Лично меня в таких случаях не оставляет ощущение натянутости и несерьёзности звучания песен на другом языке. Ну так оно и нормально, вроде ж не опера, а панк-рок». По десятибалльной шкале «Рокоед» выставил «Найкращі співанки» оценку 6.5, в то время как посетители сайта дали макси-синглу 8 баллов.

## Список композиций
| №  | Название                    | Длительность |
| -- | --------------------------- | ------------ |
| 1. | «Альпінiст» («Альпинист»)   | 2:46         |
| 2. | «Райдуга» («Радуга»)        | 2:55         |
| 3. | «Сонце» («Солнце»)          | 2:55         |
| 4. | «Цілий рік» («Круглый год») | 2:45         |
| 5. | «Як Гоген» («Как Гоген»)    | 3:08         |